# Barumini
Barumini (sardisk: Barùmini) er en by og en kommune (comune) i provinsen Sud Sardegna i regionen Sardinien i Italien. Byen ligger i 202 meters højde og har 1.276 indbyggere (2016). Kommunen har et areal på 26,40 km² og grænser til kommunerne Gergei, Gesturi, Las Plassas, Tuili og Villanovafranca.